# Guillaume Saliah
Guillaume Saliah (8 marzo 1989) è un ex giocatore di football americano francese che ha giocato come offensive lineman.